# Baptiste Rouveure
Pour les articles homonymes, voir Rouveure.
 (avril 2021).
La mise en forme du texte ne suit pas les recommandations de Wikipédia : il faut le « wikifier ».
Les points d'amélioration suivants sont les cas les plus fréquents :
- Les titres sont pré-formatés par le logiciel. Ils ne sont ni en capitales, ni en gras.
- Le texte ne doit pas être écrit en capitales (les noms de famille non plus), ni en gras, ni en italique, ni en « petit »…
- Le gras n'est utilisé que pour surligner le titre de l'article dans l'introduction, une seule fois.
- L'italique est rarement utilisé : mots en langue étrangère, titres d'œuvres, noms de bateaux, etc.
- Les citations ne sont pas en italique mais en corps de texte normal. Elles sont entourées par des guillemets français : « et ».
- Les listes à puces sont à éviter, des paragraphes rédigés étant largement préférés. Les tableaux sont à réserver à la présentation de données structurées (résultats, etc.).
- Les appels de note de bas de page (petits chiffres en exposant, introduits par l'outil «  Source ») sont à placer entre la fin de phrase et le point final[comme ça].
- Les liens internes (vers d'autres articles de Wikipédia) sont à choisir avec parcimonie. Créez des liens vers des articles approfondissant le sujet. Les termes génériques sans rapport avec le sujet sont à éviter, ainsi que les répétitions de liens vers un même terme.
- Les liens externes sont à placer uniquement dans une section « Liens externes », à la fin de l'article. Ces liens sont à choisir avec parcimonie suivant les règles définies. Si un lien sert de source à l'article, son insertion dans le texte est à faire par les notes de bas de page.
- La présentation des références doit suivre les conventions bibliographiques. Il est recommandé d'utiliser les modèles {{Ouvrage}}, {{Chapitre}}, {{Article}}, {{Lien web}} et/ou {{Bibliographie}}. Le mode d'édition visuel peut mettre en forme automatiquement les références.
- Insérer une infobox (cadre d'informations à droite) n'est pas obligatoire pour parachever la mise en page.

Pour une aide détaillée, merci de consulter Aide:Wikification.
Si vous pensez que ces points ont été résolus, vous pouvez retirer ce bandeau et améliorer la mise en forme d'un autre article.
 (mai 2024).
Baptiste Rouveure, né le 13 avril 1981 à Valence en France, est un scénariste, réalisateur, monteur et producteur français.

## Biographie
Après un DEUG de Géographie à l'Institut de Géographie Alpine (IGA) de Grenoble en 2002, il décide de se consacrer à sa passion et axe sa formation sur le cinéma. En 2004 il obtient une licence d'art du spectacle mention cinéma, puis un master 1 art du spectacle mention cinéma à Paris I Panthéon Sorbonne en 2005.
Parallèlement aux clips (plus d’une trentaine de réalisations), Baptiste Rouveure élabore des fictions.
Son cycle de courts-métrages sans dialogue, And the winner is (2012), Les Éphémères fugitifs (2012), Altera (2018), s’inscrit dans une démarche expérimentale.
Les Animaux anonymes est son premier long-métrage. Le film, sans parole, à la croisée des genres interroge la place de l’animal dans notre société.

## Filmographie

### Longs-métrages
- 2021 : Les Animaux anonymes

#### Courts-métrages
- 2006 : L’Haschischin

- 2012 : And The Winner Is[5]
- 2012 : Les Éphémères Fugitifs
- 2018 : Altera[6]

## Sélections et récompenses
2020
Les Animaux anonymes
Meilleur film : Espanto - MEXIQUE
Meilleur film : Santiago Horror - CHILI
Meilleur long-métrage : Cinemafantastique 5 - CANADA
Meilleur film de genre : Derby Film Festival - ROYAUME-UNI
Meilleur film fantastique : Maracay International Film Festival - VENEZUELA
Meilleur film fantastique : Anatolia International Film Festival - TURQUIE
Meilleur scénario : Santiago Horror - CHILI
Meilleur réalisateur : Sydney Science-Fiction Film Festival - AUSTRALIE
Meilleur actrice pour Pauline Guilpain : Santiago Horror - CHILI
Meilleur acteur pour Thierry Marcos : Santiago Horror - CHILI
Meilleure photographie : Terror Molins  - ESPAGNE
Meilleur montage : Screamfest - ÉTATS-UNIS
Meilleur bande originale : Screamfest - ÉTATS-UNIS
2019
Altera
Meilleur film de danse : 2nd IMAJITARI - INTERNATIONAL DANCE FILM FESTIVAL - JAKARTA / INDONESIE
Meilleur film de danse : AWARD MOVING BODY FESTIVAL 2nd MOVING BODY - VARNA / BULGARIE
Meilleur montage : 5th MUESTRA MOVIMIENTO AUDIOVISUAL - GUADALAJARA / MEXIQUE
Meilleur photographie : FESTIVAL DE CINEARTE EN LA FRONTERA - TACHIRA / VENEZUELA
3ème prix : 11th SHORTWAVE FESTIVAL - POZNAN / POLOGNE
Atome Hôtel
NOBELIUM AWARD - INTERNATIONAL UNION OF PURE AND APPLIED CHEMISTRY
2016
Atome Hôtel
7ème WEB PROGRAM FESTIVAL / PARIS
2014
And the winner is
Meilleur court-métrage : 35a RASSEGNA CINEMATOGRAFICA INTERNAZIONALE SPORT FILM FESTIVAL / ITALIE
Les Éphémères fugitifs
25ème RENCONTRES CINEMA-NATURE / DOMPIERRE-SUR-BRESBE
34ème RENCONTRES INTERNATIONALES DE COURTS-METRAGES "IMAGE IN CABESTANY"
2013
And the winner is
3ème FEST' FESTIVAL INTERNATIONAL DU COURT-METRAGE DE PUTEAUX
26ème FESTIVAL INTERNATIONAL DU FILM DE VEBRON
66ème FESTIVAL DE CANNES / SHORT FILM CORNER
4th BARCELONA INTERNATIONAL FICTS FESTIVAL / ESPAGNE
33ème RENCONTRES INTERNATIONALES DE COURTS-METRAGES "IMAGE IN CABESTANY"
16ème FESTIVAL CHRÉTIEN DU CINEMA
Les Éphémères fugitifs
6ème FESTAFILM
5ème RENCONTRES DU COURT
2012
And the winner is
FESTIVAL - 5ème FESTIVAL LUSOPHONE ET FRANCOPHONE
24th KISA FILM / ISTANBUL INTERNATIONAL SHORT FILM / TURQUIE
34ème CINEMED - FILM EN REGION / EXPERIMENTAL
Les Éphémères fugitifs
7ème FESTIVAL CINEPOCHE DE SANRY LES VIGY
34ème CINEMED - FILM EN REGION / EXPERIMENTAL
1ère EDITION DU FESTIVAL TOURNEZ-COURT DE ST ETIENNE
19ème EDITION DU FILM EUROPEEN DE LAMA
25ème FESTIVAL INTERNATIONAL DU FILM DE VEBRON
2008
L'Haschischin
1er prix : LA NUIT DU COURT-METRAGE / MONTPELLIER
2007
L'Haschischin
Prix du public : 27ème RENCONTRE DE COURT-METRAGE DE CABESTANY
Prix du jury : 27ème RENCONTRE DE COURT-METRAGE DE CABESTANY
2006
L'Haschischin
Prix du jury jeune : 5ème FESTIVAL VIDEO D'ORLEANS
1999
Anaphylaxie
1er prix : FESTIVAL DE VIDEOCOL DE VALENCE